# Primera División de España 1989-90
La temporada 1989/90 de la Primera División de España de fútbol corresponde a la 59ª edición de este campeonato. Se disputó entre el 2 de septiembre de 1989 y el 6 de mayo de 1990. 
El Real Madrid C.F. se proclamó campeón, igualando su propio récord de cinco títulos consecutivos. Así mismo, batió el récord de goles en una sola temporada con 107 tantos, más de una tercera parte de los cuales (38) fueron materializados por Hugo Sánchez, quien igualó así el récord de goles en una temporada. Ambos récords fueron superados dos décadas después. En la temporada 2010/11, el jugador portugués del Real Madrid, Cristiano Ronaldo, dejaría el récord individual en 40 tantos. El luso superaría su propia marca en la temporada 2011/12, marcando 46 goles, pero quedando por detrás del argentino Lionel Messi, jugador del F. C. Barcelona, que anotó 50. Por otro lado, el récord colectivo lo batió igualmente el Real Madrid, con 121 tantos, también en la temporada 2011/12 (el Barcelona conseguiría 114 goles durante esa campaña y 115 en la temporada 2012/13).

## Clubes participantes y estadios
Tomaron parte en la competición 20 equipos, siendo las novedades más significativas los regresos del Club Deportivo Tenerife y el Rayo Vallecano, después de 27 y 9 años ausentes de la máxima categoría respectivamente. 
| Equipo                              | Ciudad                 | Estadio                   |
| ----------------------------------- | ---------------------- | ------------------------- |
| Athletic Club                       | Bilbao                 | San Mamés                 |
| Club Atlético de Madrid             | Madrid                 | Vicente Calderón          |
| Futbol Club Barcelona               | Barcelona              | Camp Nou                  |
| Cádiz Club de Fútbol                | Cádiz                  | Ramón de Carranza         |
| Club Deportivo Castellón            | Castellón              | Nou Castalia              |
| Real Club Celta de Vigo             | Vigo                   | Balaídos                  |
| Club Deportivo Logroñés             | Logroño                | Las Gaunas                |
| Real Club Deportivo Mallorca        | Palma de Mallorca      | Lluís Sitjar              |
| Club Atlético Osasuna               | Pamplona               | El Sadar                  |
| Agrupación Deportiva Rayo Vallecano | Madrid                 | Vallecas                  |
| Real Madrid Club de Fútbol          | Madrid                 | Santiago Bernabéu         |
| Club Deportivo Málaga               | Málaga                 | La Rosaleda               |
| Real Oviedo Club de Fútbol          | Oviedo                 | Carlos Tartiere           |
| Real Sociedad de Fútbol             | San Sebastián          | Atocha                    |
| Sevilla Fútbol Club                 | Sevilla                | Ramón Sánchez Pizjuán     |
| Real Sporting de Gijón              | Gijón                  | El Molinón                |
| Club Deportivo Tenerife             | Santa Cruz de Tenerife | Heliodoro Rodríguez López |
| Valencia Club de Fútbol             | Valencia               | Mestalla                  |
| Real Valladolid Deportivo           | Valladolid             | Nuevo José Zorrilla       |
| Real Zaragoza Club Deportivo        | Zaragoza               | La Romareda               |

### Desarrollo del campeonato
El torneo se convierte una vez más en un paseo para el equipo de Toshack.El Madrid triunfa por quinta vez consecutiva, igualando así el propio registro de conquistas ligueras a comienzos de los años 60. Además, con 107 goles, los blancos establecen el mejor registro goleador de la historia en la liga española con goleadas como el 7-2 al Zaragoza, el 7-0 al Castellón o el 1-5 al Logroñés, y Hugo Sánchez iguala los 38 goles marcados por Zarra en la temporada 50/51.

## Sistema de competición
El torneo fue organizado por la Liga Nacional de Fútbol Profesional.
Como en ediciones anteriores, tomaron parte veinte clubes de toda la geografía española. Encuadrados en un grupo único y siguiendo un sistema de liga, se enfrentaron todos contra todos en dos ocasiones -una en campo propio y otra en campo contrario- durante un total de 38 jornadas. El orden de los encuentros se decidió por sorteo antes de empezar la competición. La Real Federación Española de Fútbol fue la responsable de designar a los árbitros de cada encuentro y las medidas disciplinares.
El ganador de un partido obtuvo dos puntos, el perdedor no sumó puntos, y en caso de un empate hubo un punto para cada equipo. Al término del campeonato, el equipo que acumuló más puntos se proclamó campeón de la liga española y se clasificó para la Copa de Europa. Los cuatro siguientes clasificados obtuvieron una plaza para jugar la Copa de la UEFA la temporada siguiente.
Los dos últimos clasificados desciendieron directamente a la Segunda División, siendo reemplazados por los dos primeros de esta categoría. Por su parte, el 18º y 17º clasificado tuvieron que jugar una promoción contra el 3º y 4º clasificado de Segunda División. Esta promoción se disputó por eliminación directa a doble partido y sus campeones obtuvieron una plaza en la Primera División para la temporada 1990/91.

## Clasificación

### Clasificación final
| Pos. | Equipo             | Pts. | PJ | G  | E  | P  | GF  | GC | Dif. | Clasificación 1990-91                          |
| ---- | ------------------ | ---- | -- | -- | -- | -- | --- | -- | ---- | ---------------------------------------------- |
| 1    | Real Madrid (C)    | 62   | 38 | 26 | 10 | 2  | 107 | 38 | +69  | Dieciseisavos de final de la Copa de Campeones |
| 2    | Valencia           | 53   | 38 | 20 | 13 | 5  | 67  | 42 | +25  | Treintaidosavos de final de la Copa de la UEFA |
| 3    | Barcelona          | 51   | 38 | 23 | 5  | 10 | 83  | 39 | +44  | Dieciseisavos de final de la Recopa de Europa  |
| 4    | Atlético de Madrid | 50   | 38 | 20 | 10 | 8  | 55  | 35 | +20  | Treintaidosavos de final de la Copa de la UEFA |
| 5    | Real Sociedad      | 44   | 38 | 15 | 14 | 9  | 43  | 35 | +8   | Treintaidosavos de final de la Copa de la UEFA |
| 6    | Sevilla            | 43   | 38 | 18 | 7  | 13 | 64  | 46 | +18  | Treintaidosavos de final de la Copa de la UEFA |
| 7    | Logroñés           | 41   | 38 | 18 | 5  | 15 | 47  | 51 | −4   |                                                |
| 8    | Osasuna            | 40   | 38 | 14 | 12 | 12 | 42  | 42 | 0    |                                                |
| 9    | Real Zaragoza      | 40   | 38 | 16 | 8  | 14 | 52  | 52 | 0    |                                                |
| 10   | Mallorca           | 39   | 38 | 11 | 17 | 10 | 36  | 34 | +2   |                                                |
| 11   | Real Oviedo        | 39   | 38 | 12 | 15 | 11 | 41  | 46 | −5   |                                                |
| 12   | Athletic Club      | 37   | 38 | 11 | 15 | 12 | 37  | 39 | −2   |                                                |
| 13   | Sporting de Gijón  | 34   | 38 | 12 | 10 | 16 | 37  | 34 | +3   |                                                |
| 14   | Castellón          | 32   | 38 | 9  | 14 | 15 | 30  | 48 | −18  |                                                |
| 15   | Cádiz              | 30   | 38 | 12 | 6  | 20 | 28  | 63 | −35  |                                                |
| 16   | Real Valladolid    | 30   | 38 | 8  | 14 | 16 | 31  | 41 | −10  |                                                |
| 17   | C. D. Málaga (D)   | 28   | 38 | 9  | 10 | 19 | 23  | 50 | −27  | Promoción por la permanencia                   |
| 18   | Tenerife           | 26   | 38 | 8  | 10 | 20 | 42  | 60 | −18  | Promoción por la permanencia                   |
| 19   | Celta de Vigo (D)  | 22   | 38 | 5  | 12 | 21 | 24  | 51 | −27  | Descenso de categoría                          |
| 20   | Rayo Vallecano (D) | 19   | 38 | 6  | 7  | 25 | 32  | 75 | −43  | Descenso de categoría                          |

 Fuente: BDFutbol

### Evolución de la clasificación
| Equipo / Jornada | 1  | 2  | 3  | 4  | 5  | 6  | 7  | 8  | 9  | 10 | 11 | 12 | 13 | 14 | 15 | 16 | 17 | 18 | 19 | 20 | 21 | 22 | 23 | 24 | 25 | 26 | 27 | 28 | 29 | 30 | 31 | 32 | 33 | 34 | 35 | 36 | 37 | 38 |
| Equipo / Jornada |    |    |    |    |    |    |    |    |    |    |    |    |    |    |    |    |    |    |    |    |    |    |    |    |    |    |    |    |    |    |    |    |    |    |    |    |    |    |
| ---------------- | -- | -- | -- | -- | -- | -- | -- | -- | -- | -- | -- | -- | -- | -- | -- | -- | -- | -- | -- | -- | -- | -- | -- | -- | -- | -- | -- | -- | -- | -- | -- | -- | -- | -- | -- | -- | -- | -- |
| R. Madrid        | 3  | 4  | 2  | 2  | 1  | 3  | 1  | 1  | 1  | 1  | 1  | 1  | 1  | 1  | 1  | 1  | 1  | 1  | 1  | 1  | 1  | 1  | 1  | 1  | 1  | 1  | 1  | 1  | 1  | 1  | 1  | 1  | 1  | 1  | 1  | 1  | 1  | 1  |
| Valencia         | 17 | 18 | 20 | 15 | 15 | 15 | 14 | 12 | 8  | 6  | 7  | 7  | 4  | 2  | 5  | 3  | 3  | 2  | 4  | 4  | 4  | 4  | 3  | 2  | 3  | 2  | 3  | 3  | 4  | 3  | 3  | 3  | 4  | 4  | 3  | 4  | 3  | 2  |
| Barcelona        | 18 | 7  | 11 | 9  | 12 | 10 | 7  | 6  | 3  | 2  | 2  | 2  | 2  | 4  | 2  | 2  | 4  | 3  | 2  | 2  | 2  | 2  | 2  | 4  | 4  | 3  | 4  | 4  | 2  | 2  | 4  | 4  | 3  | 3  | 2  | 2  | 2  | 3  |
| Atlético         | 2  | 1  | 3  | 1  | 2  | 1  | 3  | 5  | 11 | 7  | 9  | 3  | 5  | 7  | 6  | 4  | 2  | 4  | 3  | 3  | 3  | 3  | 4  | 3  | 2  | 4  | 2  | 2  | 3  | 4  | 2  | 2  | 2  | 2  | 4  | 3  | 4  | 4  |
| R.Sociedad       | 14 | 10 | 14 | 11 | 16 | 12 | 13 | 13 | 10 | 9  | 6  | 4  | 3  | 3  | 7  | 7  | 7  | 6  | 6  | 6  | 6  | 5  | 5  | 5  | 5  | 5  | 6  | 5  | 5  | 6  | 5  | 5  | 6  | 6  | 6  | 6  | 6  | 5  |
| Sevilla          | 6  | 2  | 1  | 3  | 3  | 2  | 2  | 4  | 9  | 8  | 10 | 11 | 11 | 13 | 13 | 12 | 9  | 8  | 9  | 7  | 7  | 9  | 7  | 6  | 6  | 6  | 5  | 6  | 6  | 5  | 6  | 6  | 5  | 5  | 5  | 5  | 5  | 6  |
| Logroñés         | 8  | 3  | 7  | 4  | 9  | 5  | 10 | 10 | 12 | 12 | 13 | 12 | 13 | 11 | 9  | 11 | 12 | 14 | 11 | 11 | 11 | 10 | 11 | 11 | 10 | 10 | 8  | 8  | 9  | 9  | 9  | 8  | 8  | 8  | 8  | 8  | 7  | 7  |
| Osasuna          | 5  | 13 | 8  | 13 | 8  | 9  | 5  | 2  | 5  | 11 | 8  | 8  | 6  | 6  | 4  | 5  | 6  | 5  | 5  | 5  | 5  | 6  | 6  | 7  | 7  | 8  | 7  | 7  | 7  | 7  | 7  | 7  | 7  | 7  | 7  | 7  | 8  | 8  |
| Zaragoza         | 1  | 6  | 9  | 8  | 5  | 11 | 8  | 11 | 7  | 5  | 4  | 6  | 8  | 8  | 10 | 8  | 10 | 9  | 10 | 10 | 9  | 8  | 9  | 10 | 11 | 11 | 12 | 12 | 12 | 12 | 12 | 12 | 12 | 12 | 12 | 11 | 11 | 9  |
| Mallorca         | 13 | 14 | 10 | 10 | 7  | 8  | 9  | 8  | 6  | 4  | 5  | 9  | 9  | 9  | 8  | 9  | 8  | 10 | 8  | 9  | 8  | 7  | 8  | 8  | 8  | 9  | 10 | 11 | 10 | 11 | 10 | 11 | 9  | 9  | 9  | 9  | 10 | 10 |
| Oviedo           | 10 | 9  | 5  | 5  | 4  | 6  | 4  | 3  | 2  | 3  | 3  | 5  | 7  | 5  | 3  | 6  | 5  | 7  | 7  | 8  | 10 | 11 | 10 | 9  | 9  | 7  | 9  | 9  | 8  | 8  | 8  | 9  | 10 | 10 | 10 | 10 | 9  | 11 |
| Athletic         | 7  | 5  | 4  | 7  | 6  | 4  | 6  | 7  | 4  | 10 | 11 | 10 | 10 | 10 | 11 | 10 | 11 | 12 | 13 | 13 | 12 | 13 | 12 | 12 | 12 | 12 | 11 | 10 | 11 | 10 | 11 | 10 | 11 | 11 | 11 | 12 | 12 | 12 |
| Sporting         | 19 | 19 | 19 | 20 | 20 | 20 | 20 | 20 | 18 | 18 | 19 | 17 | 18 | 18 | 15 | 13 | 13 | 11 | 12 | 12 | 13 | 12 | 13 | 14 | 14 | 14 | 14 | 13 | 14 | 14 | 13 | 13 | 13 | 13 | 13 | 13 | 13 | 13 |
| Castellón        | 9  | 11 | 15 | 19 | 14 | 18 | 17 | 17 | 17 | 19 | 15 | 15 | 17 | 16 | 14 | 15 | 14 | 13 | 14 | 14 | 15 | 15 | 14 | 13 | 13 | 13 | 13 | 14 | 13 | 13 | 14 | 14 | 14 | 15 | 14 | 14 | 14 | 14 |
| Cádiz            | 16 | 20 | 12 | 18 | 19 | 19 | 19 | 18 | 19 | 17 | 18 | 16 | 16 | 15 | 18 | 16 | 17 | 15 | 17 | 16 | 17 | 17 | 18 | 19 | 19 | 19 | 19 | 19 | 18 | 18 | 18 | 18 | 18 | 18 | 17 | 17 | 16 | 15 |
| Valladolid       | 4  | 8  | 6  | 6  | 10 | 13 | 11 | 14 | 14 | 15 | 16 | 18 | 15 | 14 | 16 | 17 | 16 | 16 | 15 | 17 | 14 | 14 | 15 | 15 | 16 | 17 | 17 | 17 | 17 | 16 | 15 | 15 | 15 | 14 | 15 | 15 | 15 | 16 |
| Málaga           | 11 | 17 | 16 | 12 | 11 | 7  | 12 | 9  | 13 | 14 | 12 | 13 | 12 | 12 | 12 | 14 | 15 | 17 | 16 | 15 | 16 | 16 | 16 | 17 | 15 | 16 | 16 | 16 | 16 | 17 | 17 | 17 | 17 | 17 | 18 | 18 | 18 | 17 |
| Tenerife         | 15 | 16 | 13 | 14 | 17 | 16 | 15 | 16 | 16 | 13 | 14 | 14 | 14 | 17 | 17 | 18 | 18 | 18 | 18 | 19 | 18 | 19 | 17 | 16 | 17 | 15 | 15 | 15 | 15 | 15 | 16 | 16 | 16 | 16 | 16 | 16 | 17 | 18 |
| Celta            | 12 | 15 | 18 | 17 | 13 | 14 | 16 | 15 | 15 | 16 | 17 | 19 | 19 | 19 | 19 | 19 | 19 | 19 | 19 | 18 | 19 | 18 | 19 | 18 | 18 | 18 | 18 | 18 | 19 | 19 | 19 | 19 | 19 | 19 | 19 | 19 | 19 | 19 |
| Rayo V.          | 20 | 12 | 17 | 16 | 18 | 17 | 18 | 19 | 20 | 20 | 20 | 20 | 20 | 20 | 20 | 20 | 20 | 20 | 20 | 20 | 20 | 20 | 20 | 20 | 20 | 20 | 20 | 20 | 20 | 20 | 20 | 20 | 20 | 20 | 20 | 20 | 20 | 20 |

### Promoción de permanencia
| Ida:     |     |                        |
| Tenerife | 0-0 | Deportivo de La Coruña |
| Espanyol | 1-0 | Málaga                 |

| Vuelta:                |     |          |                           |
| Deportivo de La Coruña | 0-1 | Tenerife | Global:0-1                |
| Málaga                 | 1-0 | Espanyol | Global:1-1 // Penales:5-6 |

## Resultados
| Local \ Visitante    | ATH | ATM | BAR | CAD | CAS | CEL | LOG | MAL | MLL | OSA | OVI | RAY | RMA | RSO | SEV | SPO | TEN | VAL | VLD | ZAR |
| -------------------- | --- | --- | --- | --- | --- | --- | --- | --- | --- | --- | --- | --- | --- | --- | --- | --- | --- | --- | --- | --- |
| Athletic Club        | —   | 1–1 | 1–2 | 3–1 | 2–1 | 2–0 | 1–0 | 3–0 | 0–0 | 1–1 | 0–0 | 3–2 | 1–1 | 1–0 | 1–1 | 1–0 | 1–1 | 1–1 | 2–2 | 2–0 |
| Atlético de Madrid   | 2–0 | —   | 1–0 | 1–0 | 4–1 | 2–1 | 3–1 | 2–0 | 2–0 | 0–1 | 1–1 | 2–0 | 3–3 | 0–0 | 1–0 | 3–1 | 2–0 | 1–1 | 1–0 | 2–1 |
| F. C. Barcelona      | 4–2 | 0–2 | —   | 5–0 | 2–0 | 6–0 | 4–2 | 1–0 | 1–1 | 4–0 | 0–0 | 7–1 | 3–1 | 2–2 | 3–4 | 2–0 | 3–0 | 2–1 | 1–0 | 3–1 |
| Cádiz C. F.          | 1–0 | 0–1 | 0–4 | —   | 1–0 | 1–0 | 0–1 | 0–2 | 1–1 | 0–0 | 1–0 | 3–1 | 0–3 | 1–0 | 0–4 | 2–0 | 1–0 | 0–2 | 1–0 | 1–1 |
| C. D. Castellón      | 1–0 | 0–0 | 1–0 | 1–1 | —   | 1–0 | 0–0 | 1–1 | 1–2 | 1–2 | 1–1 | 1–0 | 0–0 | 0–2 | 3–1 | 1–0 | 0–0 | 0–1 | 1–1 | 2–1 |
| R. C. Celta de Vigo  | 0–0 | 2–0 | 1–2 | 5–1 | 1–0 | —   | 0–1 | 1–1 | 2–2 | 1–1 | 0–1 | 0–0 | 0–0 | 0–0 | 0–1 | 0–0 | 1–0 | 1–2 | 0–0 | 2–2 |
| C. D. Logroñés       | 1–0 | 0–2 | 1–2 | 1–1 | 1–0 | 4–1 | —   | 1–0 | 0–1 | 1–1 | 1–1 | 2–0 | 1–5 | 1–0 | 2–1 | 1–0 | 4–1 | 1–0 | 1–0 | 2–1 |
| C. D. Málaga         | 0–1 | 0–0 | 0–1 | 1–0 | 1–1 | 1–1 | 0–2 | —   | 0–2 | 1–1 | 1–0 | 1–0 | 1–2 | 0–2 | 2–1 | 1–0 | 2–1 | 1–1 | 0–1 | 0–3 |
| R. C. D. Mallorca    | 1–0 | 0–0 | 1–0 | 5–1 | 1–1 | 2–0 | 3–1 | 2–0 | —   | 2–2 | 2–2 | 1–0 | 0–0 | 0–0 | 1–1 | 1–1 | 0–2 | 0–1 | 1–1 | 0–1 |
| C. A. Osasuna        | 1–1 | 2–1 | 0–3 | 1–0 | 1–2 | 1–0 | 3–0 | 2–0 | 1–0 | —   | 4–0 | 2–1 | 0–2 | 1–1 | 2–1 | 0–1 | 3–0 | 2–2 | 1–0 | 2–0 |
| Real Oviedo C. F.    | 1–0 | 3–0 | 2–0 | 4–3 | 1–1 | 1–0 | 0–4 | 0–0 | 0–2 | 2–0 | —   | 3–2 | 0–1 | 5–0 | 0–3 | 1–0 | 2–1 | 0–0 | 0–0 | 2–2 |
| A. D. Rayo Vallecano | 0–0 | 4–4 | 1–4 | 0–1 | 0–2 | 2–0 | 0–2 | 1–0 | 0–0 | 1–0 | 1–1 | —   | 1–2 | 0–3 | 2–1 | 1–2 | 1–0 | 2–2 | 2–1 | 2–2 |
| Real Madrid C. F.    | 4–0 | 3–1 | 3–2 | 4–1 | 7–0 | 3–0 | 3–3 | 4–0 | 1–1 | 4–1 | 5–2 | 5–2 | —   | 3–0 | 5–2 | 2–0 | 5–2 | 6–2 | 4–0 | 7–2 |
| Real Sociedad        | 0–0 | 0–0 | 2–2 | 2–0 | 2–0 | 1–0 | 1–0 | 1–1 | 2–0 | 1–0 | 1–1 | 4–1 | 2–1 | —   | 2–1 | 1–2 | 1–0 | 2–2 | 1–1 | 2–1 |
| Sevilla F. C.        | 3–2 | 2–1 | 1–1 | 1–1 | 3–2 | 2–1 | 3–1 | 3–1 | 3–0 | 1–1 | 1–2 | 4–0 | 1–2 | 0–1 | —   | 1–0 | 1–0 | 4–0 | 0–0 | 4–0 |
| Sporting de Gijón    | 0–1 | 2–1 | 0–2 | 4–0 | 0–0 | 3–0 | 5–1 | 0–1 | 3–0 | 0–0 | 0–0 | 1–0 | 1–1 | 0–0 | 0–1 | —   | 1–0 | 1–1 | 3–0 | 1–1 |
| C. D. Tenerife       | 1–1 | 2–3 | 1–4 | 0–1 | 3–0 | 2–1 | 3–1 | 2–2 | 1–1 | 2–0 | 2–1 | 1–0 | 2–3 | 2–2 | 1–2 | 1–1 | —   | 1–1 | 0–0 | 1–2 |
| Valencia C. F.       | 1–1 | 1–3 | 2–1 | 3–0 | 2–2 | 2–0 | 4–0 | 3–0 | 1–0 | 3–1 | 3–0 | 4–1 | 1–1 | 3–1 | 1–1 | 2–0 | 2–1 | —   | 4–3 | 2–1 |
| Real Valladolid      | 3–1 | 2–0 | 2–0 | 1–2 | 0–0 | 0–1 | 0–1 | 0–1 | 0–0 | 1–1 | 1–1 | 1–0 | 0–0 | 1–0 | 3–0 | 1–3 | 1–2 | 0–2 | —   | 2–1 |
| Real Zaragoza        | 1–0 | 0–2 | 2–0 | 1–0 | 3–1 | 1–1 | 1–0 | 3–0 | 1–0 | 1–0 | 2–0 | 3–0 | 0–1 | 2–1 | 1–0 | 2–1 | 3–3 | 0–1 | 2–2 | —   |

## Máximos goleadores (Trofeo Pichichi)
Por quinta vez en su carrera, Hugo Sánchez consiguió el trofeo al máximo goleador de la Primera División de España, situándose, por detrás de Telmo Zarra, como el segundo futbolista que más veces ha logrado esta distinción. Sus 38 tantos igualaron el récord de goles en una sola campaña, establecido también por Zarra la temporada 1950/51, obteniendo además la Bota de Oro como máximo goleador de todas las ligas europeas.

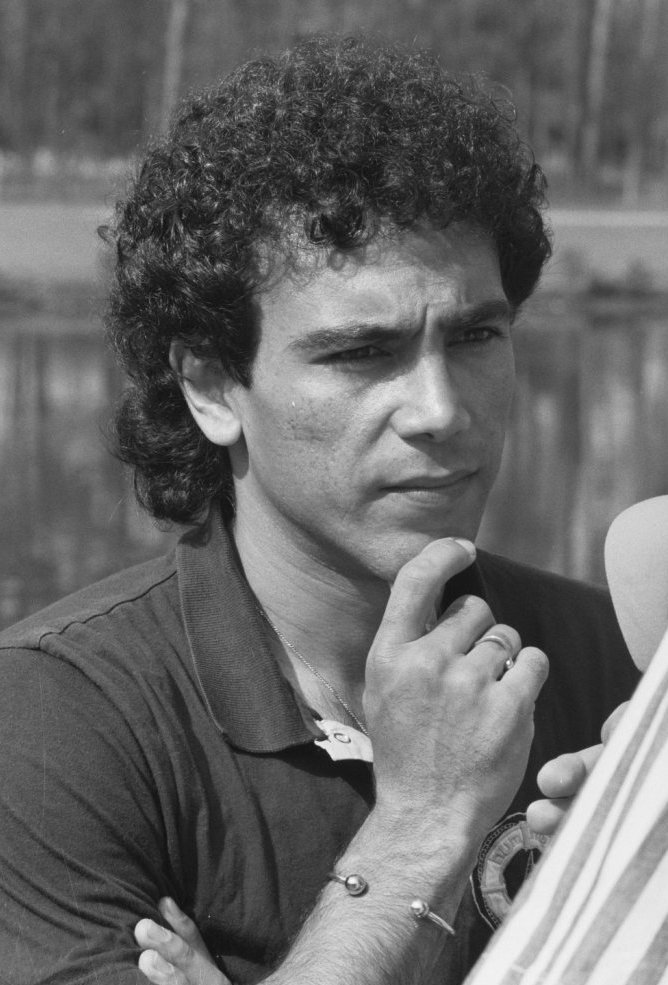
Hugo Sánchez logró el pentapichichi igualando la histórica marca de 38 goles de Telmo Zarra.

| Pos. | Jugador               | Equipo             | Goles | Partidos |
| ---- | --------------------- | ------------------ | ----- | -------- |
| 1º   | Hugo Sánchez          | Real Madrid        | 38    | 35       |
| 2º   | Anton Polster         | Sevilla            | 33    | 35       |
| 3º   | Baltazar              | Atlético de Madrid | 18    | 38       |
| 4º   | John Aldridge         | Real Sociedad      | 16    | 28       |
| 5º   | Fernando Gómez        | Valencia           | 15    | 37       |
|      | Miguel Pardeza        | Real Zaragoza      | 15    | 37       |
|      | Julio Salinas         | Barcelona          | 15    | 34       |
| 6º   | Ronald Koeman         | Barcelona          | 14    | 36       |
|      | Rafael Martín Vázquez | Real Madrid        | 14    | 34       |
|      | Carlos Muñoz          | Real Oviedo        | 14    | 32       |
| 10.º | José Mari Bakero      | Barcelona          | 13    | 30       |
|      | Luboslav Penev        | Valencia           | 13    | 27       |

## Otros premios

### Trofeo Zamora
El trofeo al portero menos goleado del campeonato se decidió en la última jornada, con un enfrentamiento directo entre los equipos de los dos aspirantes, el Sporting de Ablanedo II y el Atlético de Madrid de Abel. El portero de los madrileños encajó dos goles, mientras que el internacional asturiano se retiró imbatido en el minuto 62, asegurándose así el Trofeo Zamora por tercera vez en su carrera.
Para optar a este premio del Diario Marca fue necesario disputar 60 minutos en, como mínimo, 28 partidos.
| Pos. | Jugador                | Equipo                 | Goles | Partidos | Promedio |
| ---- | ---------------------- | ---------------------- | ----- | -------- | -------- |
| 1º   | Juan Carlos Ablanedo   | Real Sporting de Gijón | 25    | 31       | 0,80     |
| 2º   | Abel Resino            | Atlético de Madrid     | 29    | 34       | 0,85     |
| 3º   | Ezaki Badou            | RCD Mallorca           | 32    | 36       | 0,88     |
| 4º   | José Luis González     | Real Sociedad          | 35    | 37       | 0,94     |
|      | Francisco Buyo         | Real Madrid            | 33    | 35       | 0,94     |
| 6º   | Andoni Zubizarreta     | FC Barcelona           | 37    | 35       | 1,05     |
| 7º   | Vicente Biurrun        | Athletic Club          | 39    | 36       | 1,08     |
| 8º   | Mauro Ravnić           | Real Valladolid        | 40    | 36       | 1,11     |
|      | Rinat Dasáyev          | Sevilla FC             | 39    | 35       | 1,11     |
| 10.º | José Manuel Ochotorena | Valencia CF            | 42    | 37       | 1,13     |

### Trofeo Guruceta
Ramos Marcos revalidó el Trofeo Guruceta y se convirtió en el primer colegiado en conquistar dos años consecutivos el premio del Diario Marca al mejor árbitro de la Primera División.
| # | Árbitro (colegio)         | Puntos | Partidos | Coeficiente |
| - | ------------------------- | ------ | -------- | ----------- |
| 1 | Joaquín Ramos Marcos      | 22     | 13       | 1,69        |
| 2 | José Luis Carcelén García | 27     | 16       | 1,68        |
| 3 | Severo González Lecue     | 21     | 13       | 1,61        |

### Premios Don Balón
- Mejor jugador / Número 1 Ranking Don Balón: Rafael Martín Vázquez (Real Madrid)
- Mejor equipo: Real Madrid
- Mejor jugador español: Juan Carlos Ablanedo (Sporting)
- Mejor jugador extranjero: Hugo Sánchez (Real Madrid)
- Mejor promesa: Pedro González (CD Logroñés)
- Mejor veterano: Ricardo Arias (Valencia CF)
- Mejor pasador: Michael Laudrup (FC Barcelona)
- Mejor entrenador: Marco Antonio Boronat (Real Sociedad)
- Mejor árbitro: Emilio Soriano Aladrén
- Mejor directivo: Arturo Tuzón (Valencia CF)